# 小行星2738
小行星2738（2738 Viracocha）是一颗围绕太阳公转的小行星。1940年3月12日，庫林·捷爾吉在布达佩斯发现了此天体。
該小行星以印加神話的神祇孔·提奇·維拉科查命名。
这颗小行星的绝对星等为266.7258443457926等。